# Neuilly-en-Vexin
Pour les articles homonymes, voir Neuilly.
Neuilly-en-Vexin est une commune française située dans le département du Val-d'Oise en région Île-de-France.
Ses habitants sont les Néovicien(ne)s.

## Géographie

### Description

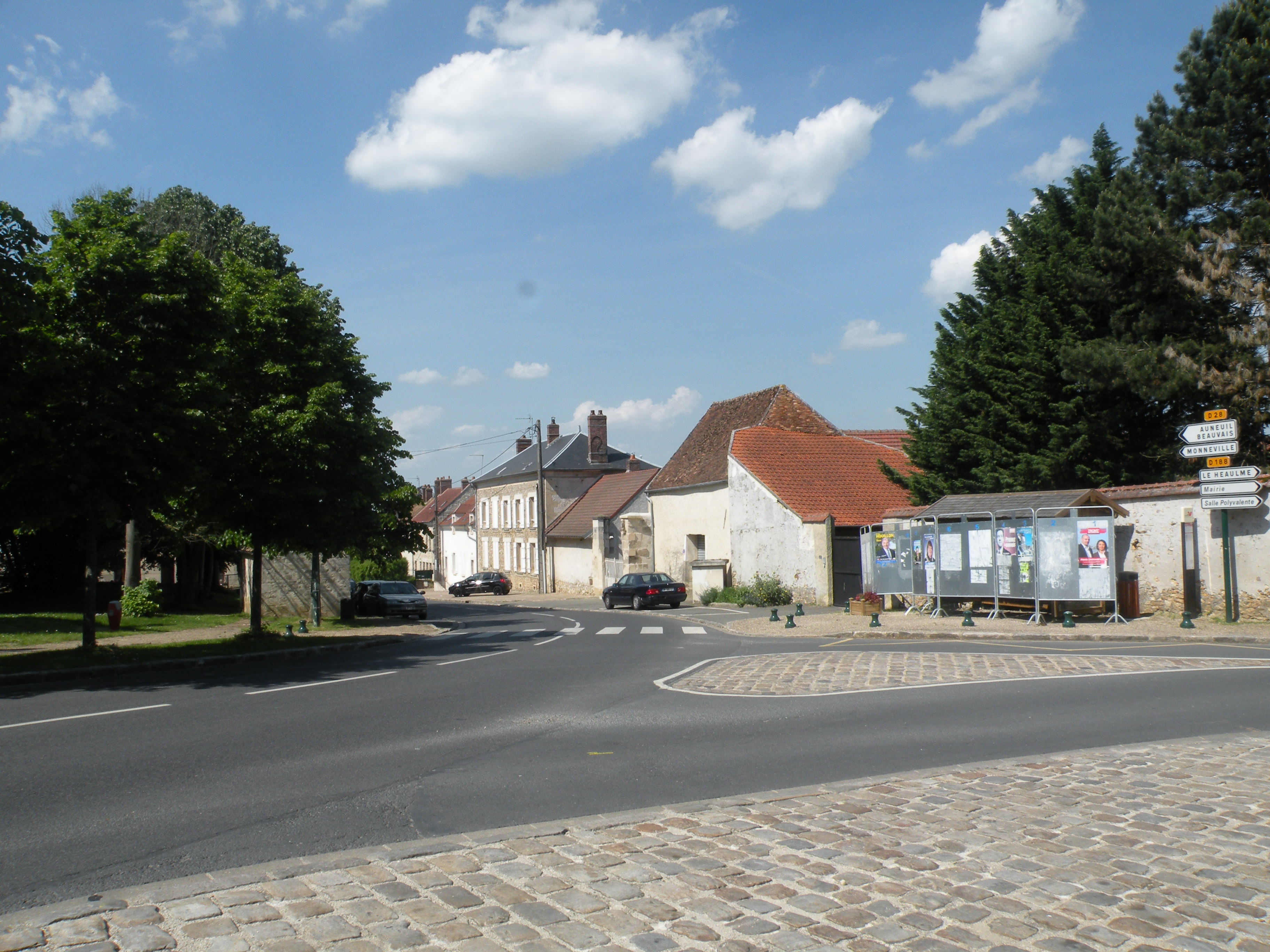
Ambiance du village : le carrefour devant le château.

Neuilly-en-Vexin est un village rural du Vexin français dans le  Val-d'Oise, limitrophe du département de l'Oise situé à l'extrémité nord de la butte du bois du Caillouet et qui domine le vallon boisé de l'Arnoye et le plateau du Vexin, prioche des buttes de Rosne.
Il fait partie du parc naturel régional du Vexin français
Le village est aisément accessible depuis l'ancienne RN 15 (actuelle RD 915). La station de chemin de fer la plus proche est la gare de Chars, desservie par les trains du réseau Transilien Paris Saint-Lazare.

### Communes limitrophes
La commune est limitrophe de Marines, Chars, Le Heaulme et Haravilliers dans le département du Val-d'Oise ; Lavilletertre et Chavençon dans le département voisin de l'Oise.
| Lavilletertre (Oise) |                  | Chavençon (Oise)        |
| Chars                | Neuilly-en-Vexin | Le Heaulme Haravilliers |
|                      | Marines          |                         |

### Hydrographie
La commune est limitée au nord par le ruisseau d'Arnoye, qui sépare le val-d'Oise du département de l'Oise.
Le ruisseau d'Arnoye, long de 7 km, est un affluent de la Viosne et donc un sous-affluent de la Seine par l'Oise.

### Climat
Pour des articles plus généraux, voir Climat de l'Île-de-France et Climat du Val-d'Oise.
En 2010, le climat de la commune est de type climat océanique dégradé des plaines du Centre et du Nord, selon une étude du CNRS s'appuyant sur une série de données couvrant la période 1971-2000. En 2020, Météo-France publie une typologie des climats de la France métropolitaine dans laquelle la commune est exposée à un climat océanique et est dans la région climatique  Sud-ouest du bassin Parisien, caractérisée par une faible pluviométrie, notamment au printemps (120 à 150 mm) et un hiver froid (3,5 °C). 
Pour la période 1971-2000, la température annuelle moyenne est de 10,5 °C, avec une amplitude thermique annuelle de 14,7 °C. Le cumul annuel moyen de précipitations est de 736 mm, avec 11,2 jours de précipitations en janvier et 8,4 jours en juillet. Pour la période 1991-2020, la température moyenne annuelle observée sur la station météorologique la plus proche, située à Boissy-l'Aillerie à 12 km à vol d'oiseau, est de 11,2 °C et le cumul annuel moyen de précipitations est de 635,8 mm,. Pour l'avenir, les paramètres climatiques de la commune estimés pour 2050 selon différents scénarios d'émission de gaz à effet de serre sont consultables sur un site dédié publié par Météo-France en novembre 2022.

## Urbanisme

### Typologie
Au 1er janvier 2024, Neuilly-en-Vexin est catégorisée commune rurale à habitat dispersé, selon la nouvelle grille communale de densité à sept niveaux définie par l'Insee en 2022.
Elle est située hors unité urbaine. Par ailleurs la commune fait partie de l'aire d'attraction de Paris, dont elle est une commune de la couronne,. Cette aire regroupe 1 929 communes,.

### Occupation des sols

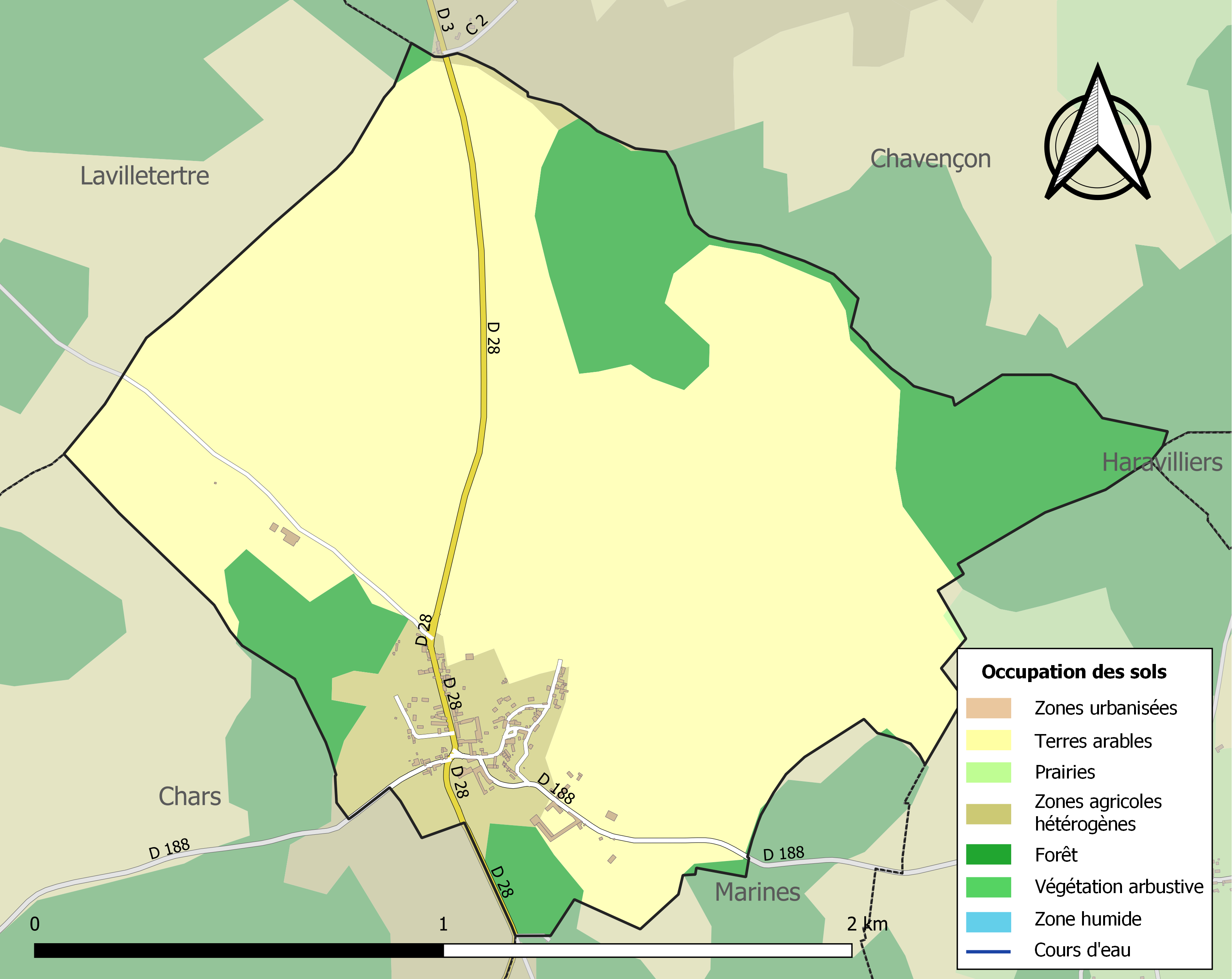
Carte de l'occupation des sols en 2018 (CLC).

### Habitat et logement
En 2019, le nombre total de logements dans la commune était de 110, alors qu'il était de 102 en 2014 et de 101 en 2009.
Parmi ces logements, 83,8 % étaient des résidences principales, 6,3 % des résidences secondaires et 9,9 % des logements vacants. Ces logements étaient pour 80,9 % d'entre eux des maisons individuelles et pour 16,4 % des appartements.
Le tableau ci-dessous présente la typologie des logements à Neuilly-en-Vexin en 2019 en comparaison avec celle du Val-d'Oise et de la France entière. Une caractéristique marquante du parc de logements est ainsi une proportion de résidences secondaires et logements occasionnels (6,3 %) supérieure à celle du département (1,3 %) mais inférieure à celle de la France entière (9,7 %). Concernant le statut d'occupation de ces logements, 67,4 % des habitants de la commune sont propriétaires de leur logement (67,5 % en 2014), contre 55,9 % pour le Val-d'Oise et 57,5 pour la France entière.
| Typologie                                               | Neuilly-en-Vexin | Val-d'Oise | France entière |
| ------------------------------------------------------- | ---------------- | ---------- | -------------- |
| Résidences principales (en %)                           | 83,8             | 92,6       | 82,1           |
| Résidences secondaires et logements occasionnels (en %) | 6,3              | 1,3        | 9,7            |
| Logements vacants (en %)                                | 9,9              | 6          | 8,2            |

## Toponymie
Le village est appelé Nuelliacum en 1092, Nobiliacum, Nueliacum en 1218.
Le nom de Neuilly-en-Vexin provient du latin novalia désignant les terres nouvellement défrichées.
Le village s'appelait Neuilly-Marines au XIXe siècle jusqu'au 2 décembre 1880.

## Histoire
L'histoire de la commune est très similaire à celle de Marines.

Neuilly-en-Vexin
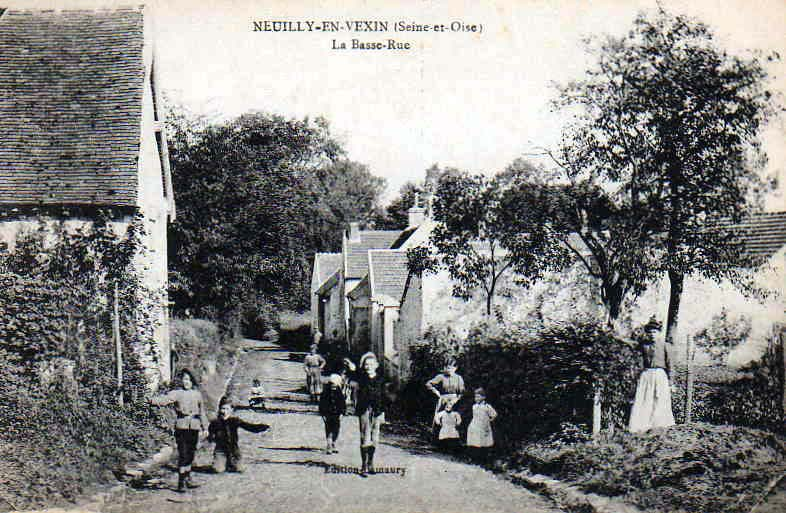
La Basse-Rue.
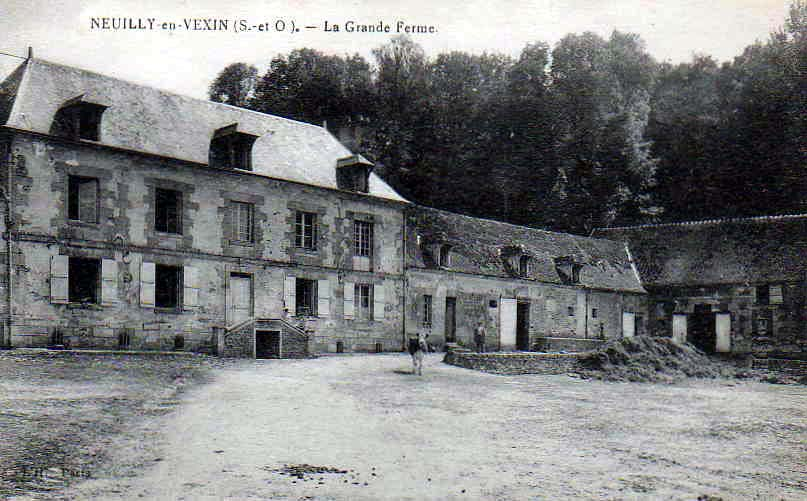
La Grande Ferme.

## Politique et administration

### Rattachements administratifs et électoraux

#### Rattachements administratifs
Antérieurement à la loi du 10 juillet 1964, la commune faisait partie du département de Seine-et-Oise. La réorganisation de la région parisienne en 1964 fit que la commune appartient désormais au département du Val-d'Oise et à son arrondissement de Pontoise après un transfert administratif effectif au 1er janvier 1968.
Elle faisait partie de 1801 à 1967 du canton de Marines de Seine-et-Oise puis du Val-d'Oise. Dans le cadre du redécoupage cantonal de 2014 en France, cette circonscription administrative territoriale a disparu, et le canton n'est plus qu'une circonscription électorale.

#### Rattachements électoraux
Pour les élections départementales, la commune est membre depuis 2014 du canton de Pontoise.
Pour l'élection des députés, elle fait partie de la première circonscription du Val-d'Oise.

### Intercommunalité
La commune, initialement membre de la communauté de communes Val de Viosne, est membre, depuis le 1er janvier 2013, de la communauté de communes Vexin centre.
En effet, cette dernière a été constituée le 1er janvier 2013 par la fusion de la communauté de communes des Trois Vallées du Vexin (12 communes), de la communauté de communes Val de Viosne (14 communes) et  de la communauté de communes du Plateau du Vexin (8 communes), conformément aux prévisions du schéma départemental de coopération intercommunale du Val-d'Oise approuvé le 11 novembre 2011.

### Liste des maires
| Période                                  | Période  | Identité        | Étiquette | Qualité        |
| ---------------------------------------- | -------- | --------------- | --------- | -------------- |
| Les données manquantes sont à compléter. |          |                 |           |                |
| mai 1925                                 |          | Jules Blossier  |           |                |
|                                          |          |                 |           |                |
| mars 2001                                | 2014     | Olivier Normand |           |                |
| 2014                                     | mai 2020 | André Trotet    |           |                |
| mai 2020                                 | mai 2022 | Daisy Deslandes |           | Démissionnaire |
| mai 2022                                 | En cours | Jérôme Olivier  |           | Cadre          |

## Démographie
L'évolution du nombre d'habitants est connue à travers les recensements de la population effectués dans la commune depuis 1793. Pour les communes de moins de 10 000 habitants, une enquête de recensement portant sur toute la population est réalisée tous les cinq ans, les populations de référence des années intermédiaires étant quant à elles estimées par interpolation ou extrapolation. Pour la commune, le premier recensement exhaustif entrant dans le cadre du nouveau dispositif a été réalisé en 2008.

En 2022, la commune comptait 238 habitants, en évolution de +21,43 % par rapport à 2016 (Val-d'Oise : +4 %, France hors Mayotte : +2,11 %).
| 1793 | 1800 | 1806 | 1821 | 1831 | 1836 | 1841 | 1846 | 1851 |
| ---- | ---- | ---- | ---- | ---- | ---- | ---- | ---- | ---- |
| 208  | 202  | 225  | 233  | 245  | 213  | 230  | 214  | 245  |

| 1856 | 1861 | 1866 | 1872 | 1876 | 1881 | 1886 | 1891 | 1896 |
| ---- | ---- | ---- | ---- | ---- | ---- | ---- | ---- | ---- |
| 229  | 230  | 232  | 194  | 227  | 202  | 185  | 190  | 205  |

| 1901 | 1906 | 1911 | 1921 | 1926 | 1931 | 1936 | 1946 | 1954 |
| ---- | ---- | ---- | ---- | ---- | ---- | ---- | ---- | ---- |
| 197  | 169  | 166  | 155  | 134  | 134  | 132  | 129  | 137  |

| 1962 | 1968 | 1975 | 1982 | 1990 | 1999 | 2006 | 2008 | 2013 |
| ---- | ---- | ---- | ---- | ---- | ---- | ---- | ---- | ---- |
| 142  | 132  | 143  | 178  | 183  | 210  | 210  | 210  | 190  |

| 2018 | 2022 | - | - | - | - | - | - | - |
| ---- | ---- | - | - | - | - | - | - | - |
| 220  | 238  | - | - | - | - | - | - | - |

## Culture locale et patrimoine

### Lieux et monuments
On peut signaler :
- Château, Grande-rue / rue de l'Église : Il date du XVIIe siècle et se compose d'un corps principal de logis d'un étage, couvert d'un toit à deux croupes garni de lucarnes en bâtière ; de deux pavillons aux extrémités comportant un second étage plus bas, couverts également de toits à deux croupes et faisant saillie sur la façade méridionale côté parc ; ainsi que d'un avant-corps à pans coupés devant la façade septentrionale côté rue, se transformant en une tour heptagonale au niveau du second étage. Les hautes cheminées sont en briques avec des chaînages d'angle en pierre de taille. Les murs du château sont par contre recouverts d'enduit hormis les chaînages, larmiers et bandeaux. Les toits sont couverts d'ardoise. Le château est agrémenté d'un parc et de vastes communs, rue du Heaulme. La grande ferme plus loin dans la même rue appartenait également au château[27].
- Église Saint-Denis, rue de l'Église : 
Mentionnée pour la première fois dans un document datant de 1118, c'est un édifice composite dont la partie la plus ancienne, le chœur de deux travées au chevet plat, ne remonte qu'à l'époque gothique. L'arc triomphal est en tiers-point, mais les baies ont été refaites et sont plein cintre. Toutes les autres baies de l'église sont par ailleurs également plein cintre, mais pas identiques. 
Le chœur a perdu ses voûtes sur croisées d'ogives, que rappellent toujours les formerets et des faisceaux de colonnettes dans les angles. Au nord, sa première travée communique avec une chapelle latérale d'une seule travée, toujours voûté, d'âge indéterminé. 
Son toit est perpendiculaire à celui du chœur, et la façade nord comporte un pignon dont la partie supérieure supporte le mur septentrional du clocher. Ce dernier se situe à cheval sur le faîtage du toit et est coiffé d'une flèche octogonale en charpente, recouverte d'ardoise. À l'angle entre la chapelle et la nef, l'on trouve une tourelle d'escalier à moitié encastrée dans les murs de l'église, et ne remontant pas plus haut que la gouttière. Quant à la nef de quatre travées, recouverte d'une fausse voûte en berceau en bois, elle a vraisemblablement été rebâtie en 1866, date gravée sur le portail occidental. 
L'unique bas-côté est couvert de voûtes d'ogives dont les nervures évoquent le XIVe siècle. La façade occidentale présente un pignon dissymétrique, la pointe du toit étant plus importante au nord qu'au sud. En même temps, cette façade est la seule à avoir été traitée avec un peu de soin, se manifestant par des vases en pierre sculptée aux deux extrémités du pignon, et une croix en pierre à son sommet. L'on trouve une baie plein cintre à gauche de la façade, et un porche sans caractère à droite. Le haut du pignon est percé de deux étroites baies plein cintre[28],[27]
- Chapelle Notre-Dame-des-Sept-Douleurs du XVIIIe siècle.
- Lavoir, rue de Chars.
- Deux pompes à godets : Ces pompes en fonte datent de la seconde moitié du XIXe siècle et étaient actionnées en tournant la roue. Elles étaient indispensable pour assurer l'accès à l'eau potable, la profondeur des nappes phréatiques rendant difficile le percement de puits dans le Vexin français[27].
- Neuilly-en-Vexin est tracversé par deux sentiers de randonnées (PR)

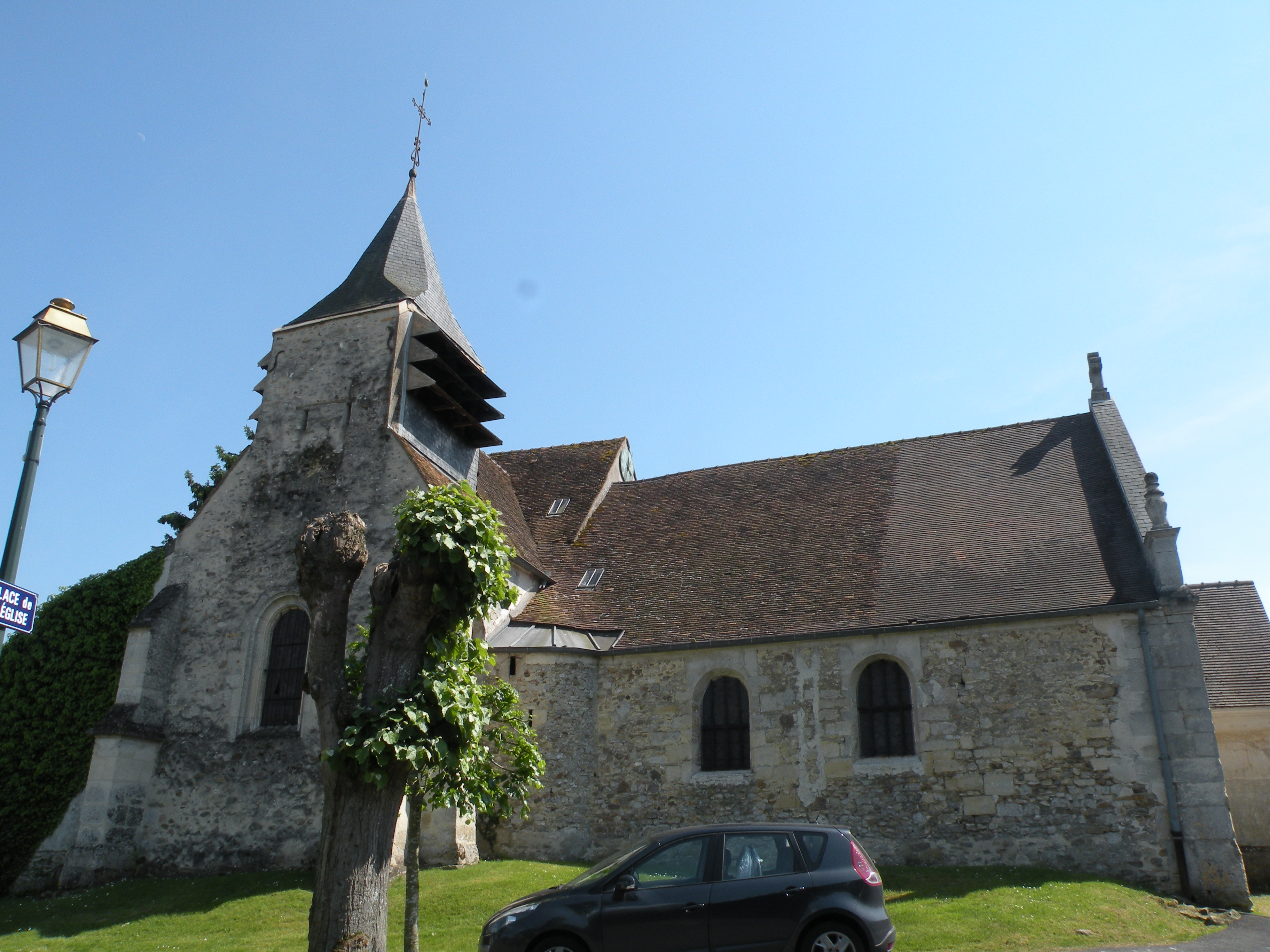
Église Saint-Denis.
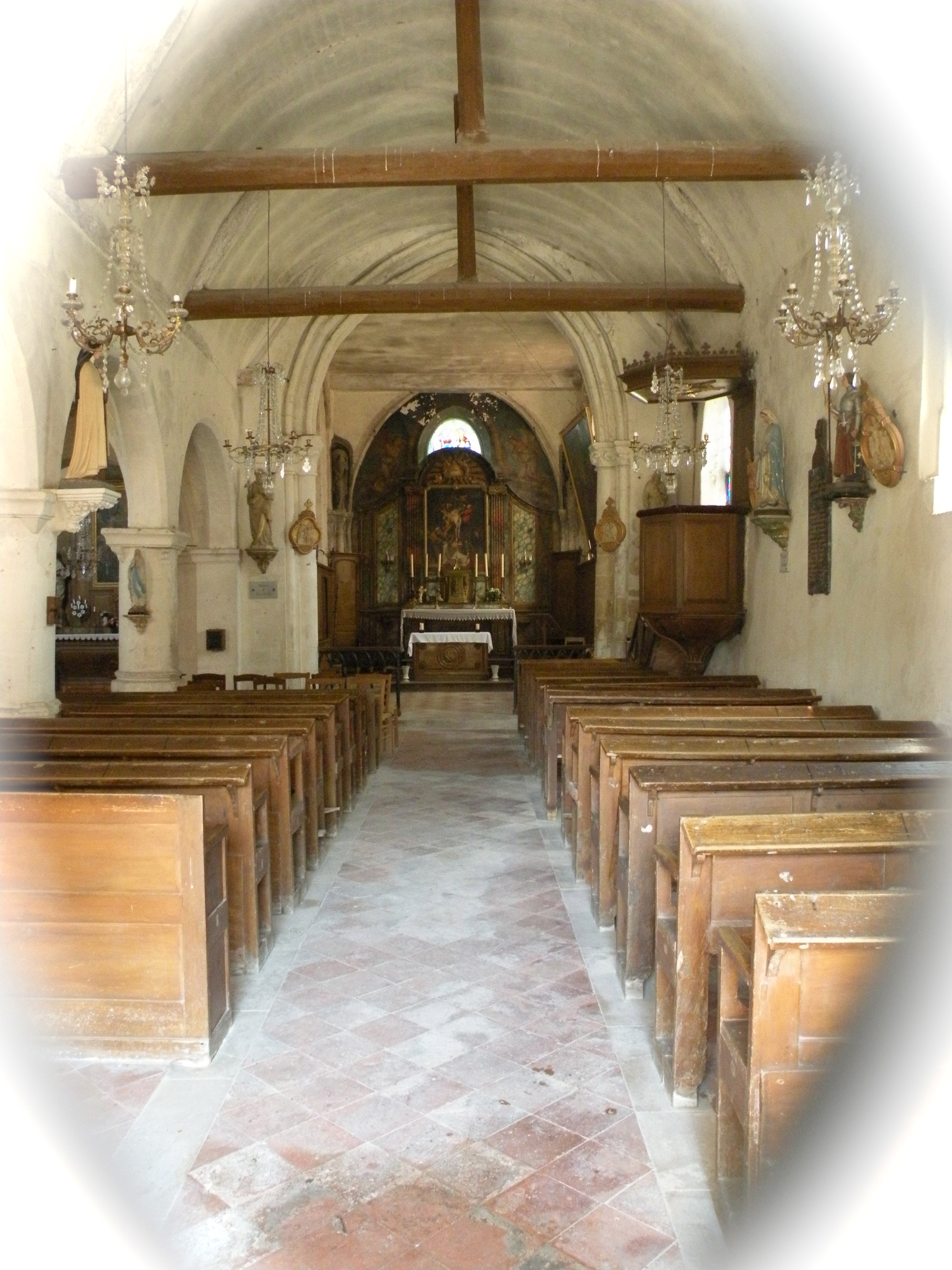
Intérieur de l'église.
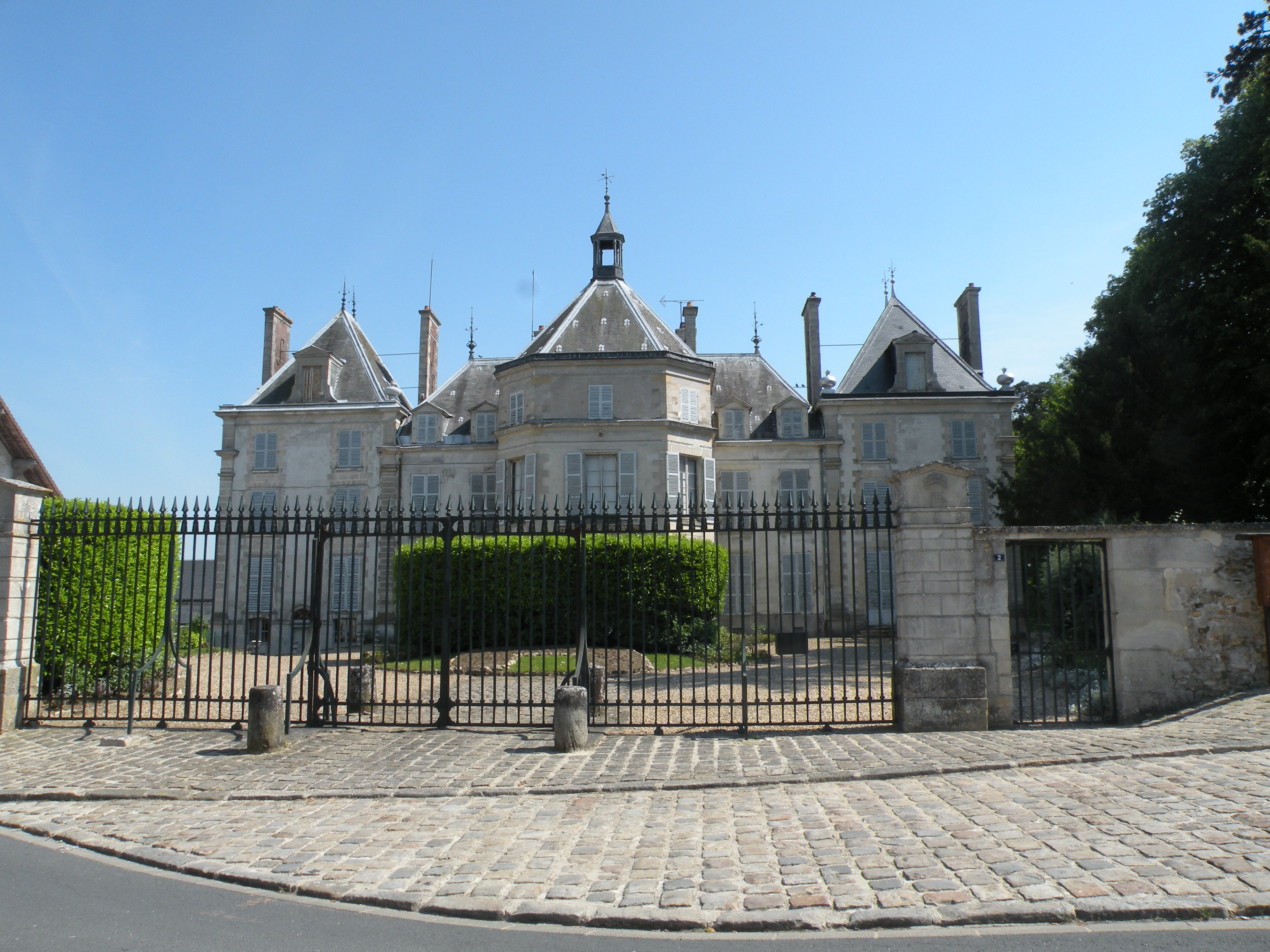
Entrée du château
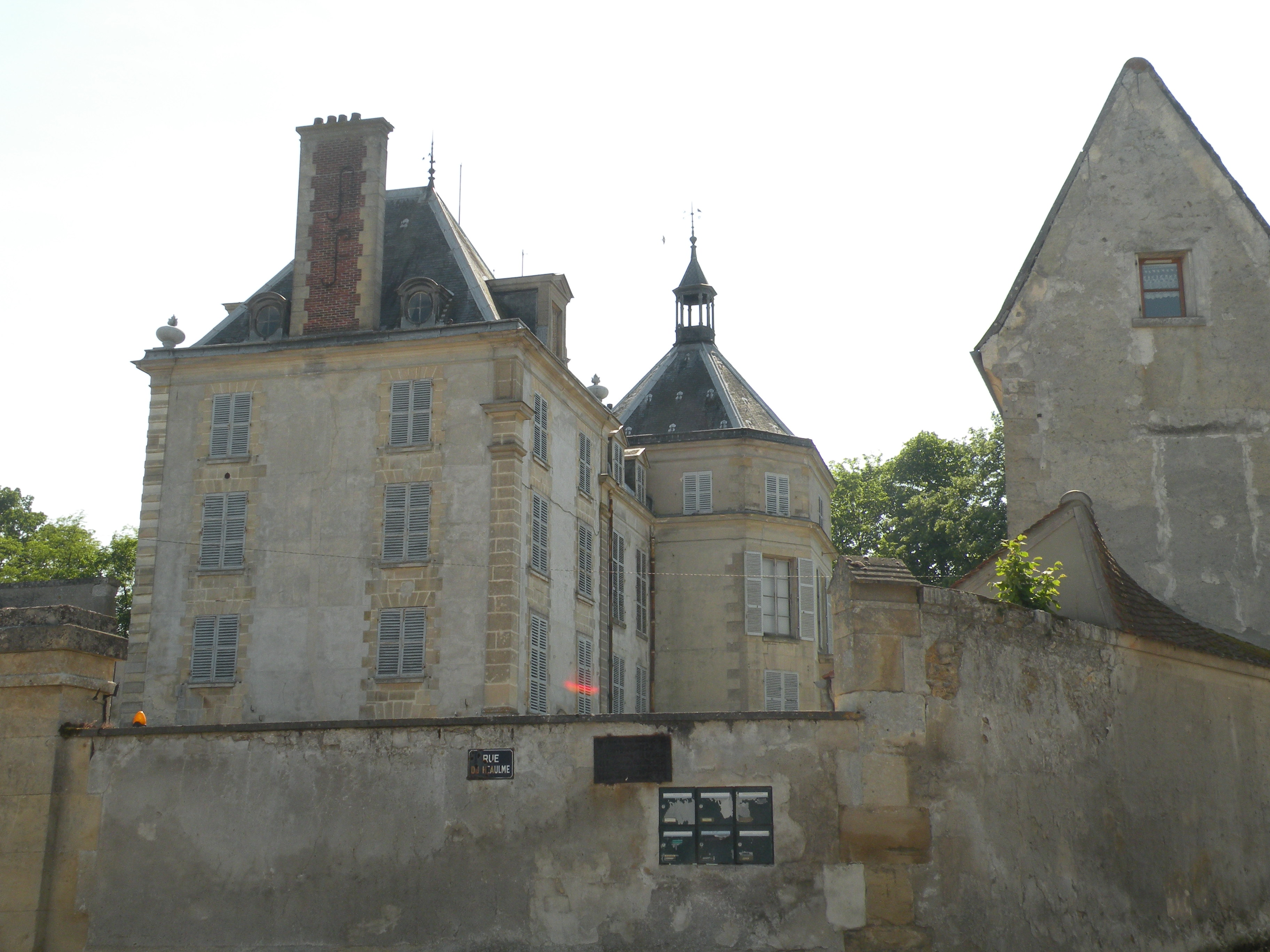
Le côté du château
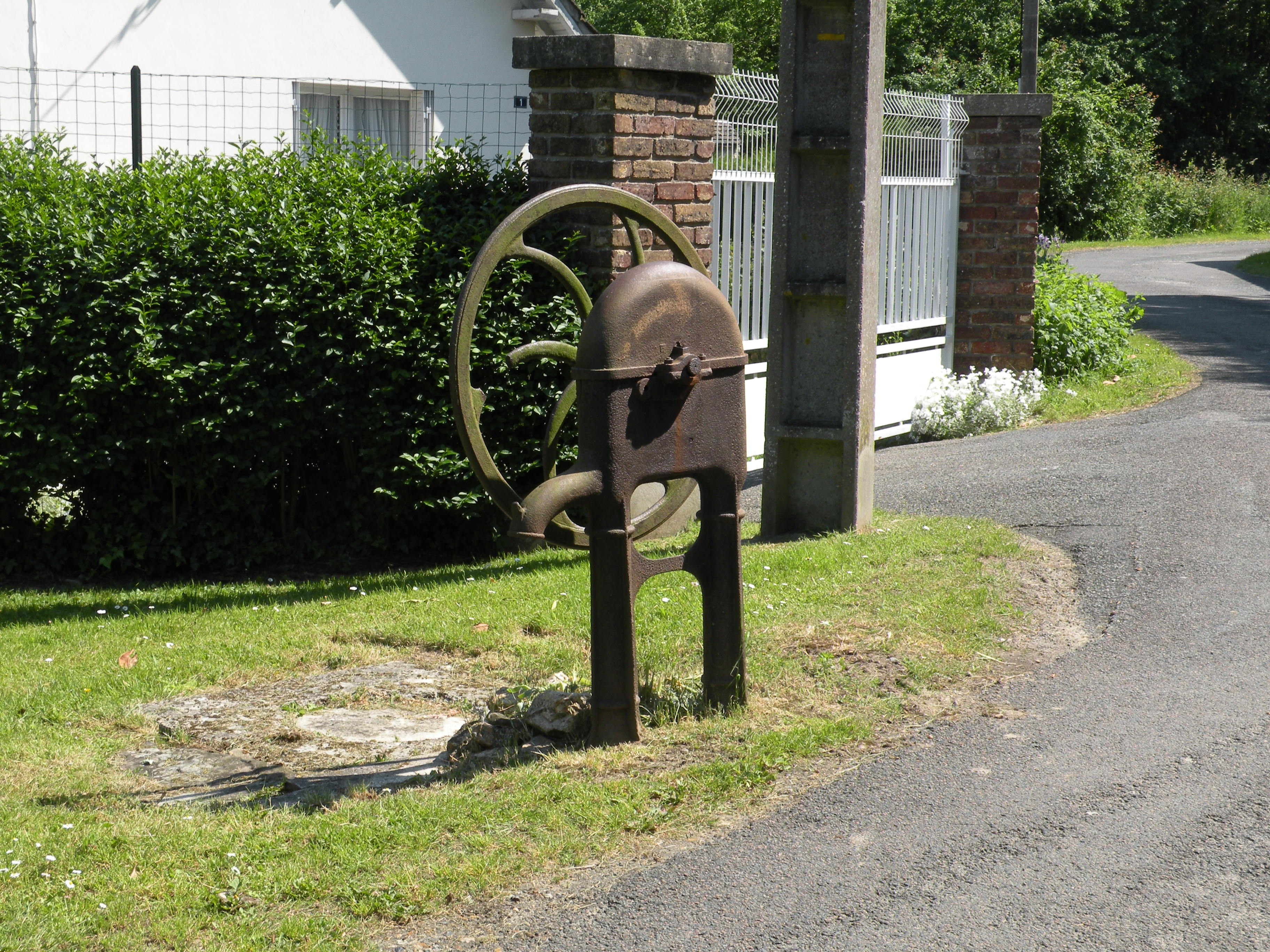
Ancienne pompe à eau.
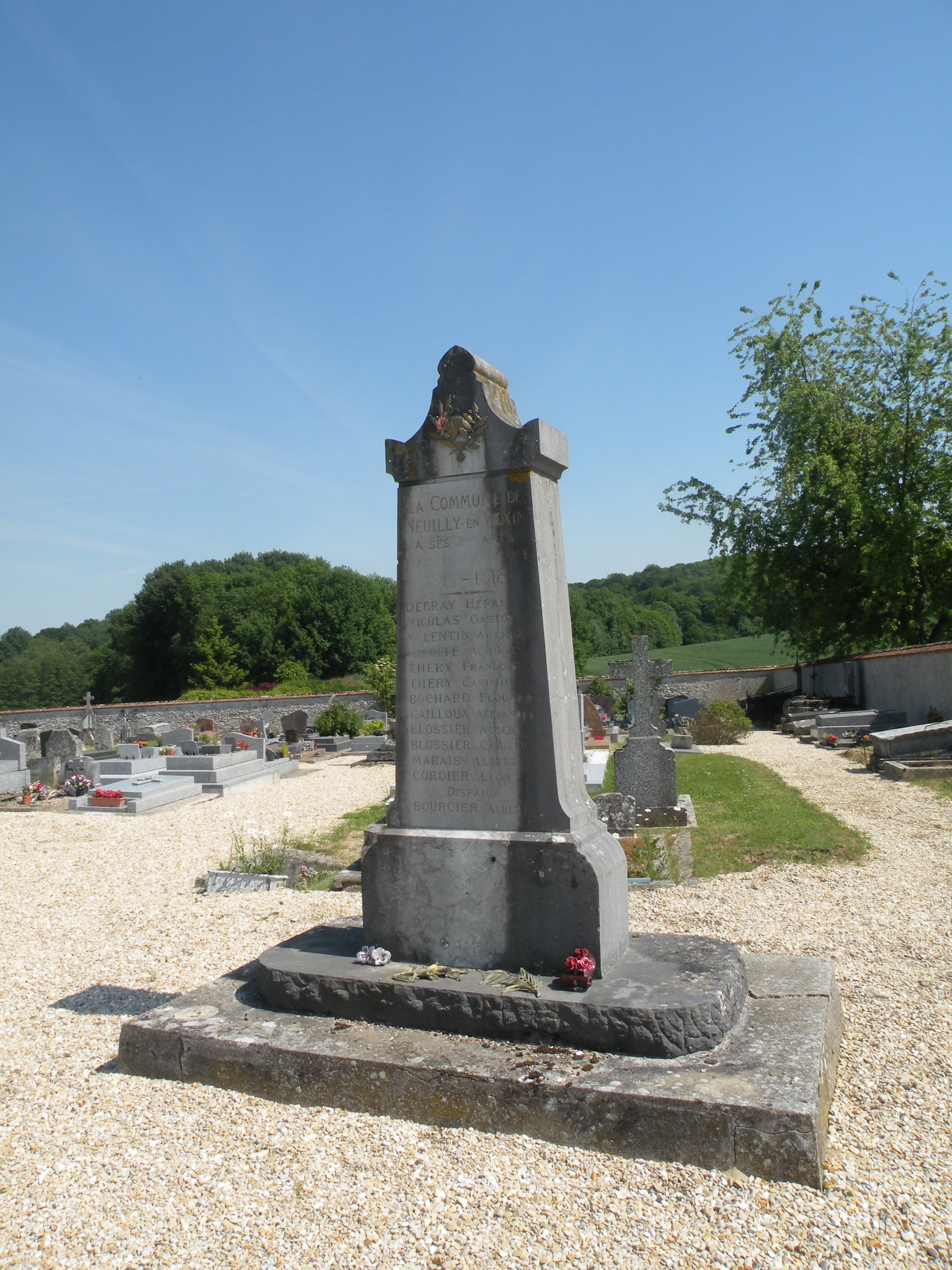
Monument aux morts.

- Buttes de Rosne